# David Oakes
	Rowan David Oakes (Fordingbridge, 1983. október 14. –) brit színész.
Legismertebb szerepei Giovanni Borgia a Borgiák és William Hamleight a Ken Follett regényéből készült A katedrális című minisorozatokban.

## Élete és pályafutás
Angliában született. Édesapja a salisbury katedrális kánonja.
2007-ben végzett a bristoli Old Vic Theatre School-ban. Korábban a Manchester University angol-dráma szakára járt.

## Filmjei
| Év   | Magyar cím Eredeti cím                   | Szerep                   | Magyar hangja |
| ---- | ---------------------------------------- | ------------------------ | ------------- |
| 2013 | A fehér királynő The White Queen         | George, Duke of Clarence |               |
| 2013 | Ripper Street                            | Victor Silver            |               |
| 2012 | Az idők végezetéig World Without End     | Bishop Henri             |               |
| 2010 | Borgiák The Borgias                      | Juan Borgia              | Fehér Tibor   |
| 2010 | A katedrális The Pillars of the Earth    | William Hamleigh         | Élő Balázs    |
| 2009 | Trinity                                  | Duncan Edwards           |               |
| 2009 | Henry VIII: Mind of a Tyrant             | George Cavendish         |               |
| 2008 | Walter's War Walter's War                | Oswald Hennessey         |               |
| 2008 | Elveszett kincsek kalandorai Bonekickers | Alfred Lord Tennyson     |               |